# Heidensee (Schwerin)
Der Heidensee befindet sich in der mecklenburg-vorpommerschen Landeshauptstadt Schwerin. Die Größe beträgt 0,24 km², das Ufer ist insgesamt 4382 Meter lang. Es bestehen schiffbare Verbindungen zum Ziegelsee über den Werderkanal und zum Schweriner Innensee über den Stangengraben. Der Heidensee gehört zu den Bundeswasserstraßengewässern.

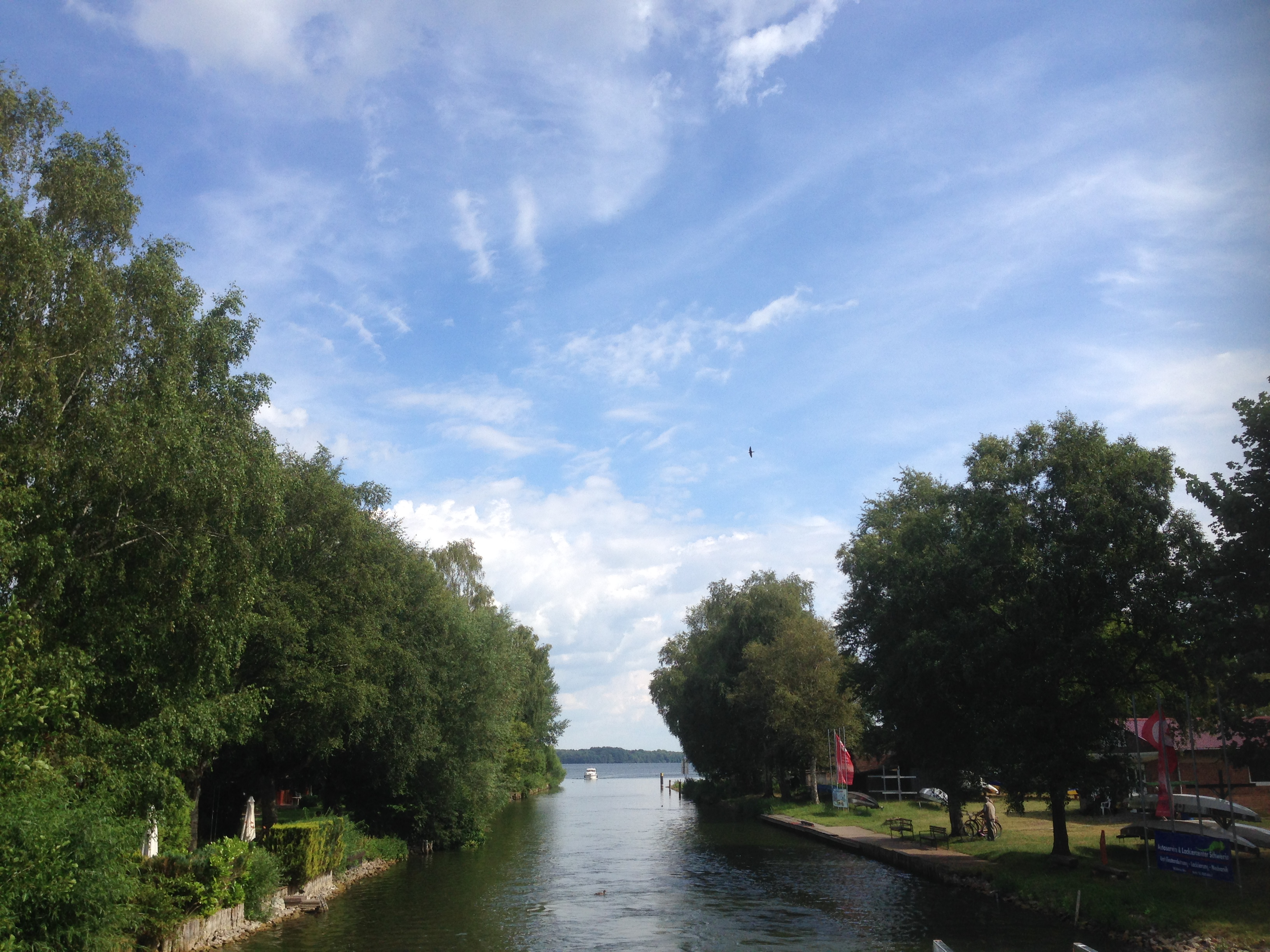
Stangengraben (2018)

## Lage
Der Heidensee grenzt an den nördlichen Schweriner Stadtteil Werdervorstadt und liegt westlich des Schweriner Innensees unweit der Bundesstraße 104. An den Ufern befinden sich Bootshäuser, eine Wassersportanlage, Kleingartenanlagen und Schilf-, Erlen- sowie Weidenbruchflächen.

## Wasserqualität
Der polytroph eingestufte Flachwassersee ist stark verschlammt und weist hohe Nährstoff- und Schadstoffkonzentrationen im Sediment auf. Die Sichttiefe liegt unter einem halben Meter. Deswegen ist das Gewässer zum Baden nicht geeignet, wird aber stark wassersportlich genutzt.

## Flora und Fauna
Im Nordwestbereich des Sees sind ausgedehnte Seerosenbestände zu finden. Selten sind breitere Schilfröhrichte am Ostufer. Es existieren kleinflächige Bestände an Schilf, Kalmus, Aufrechtem Igelkolben, Sumpf-Segge, Wasserschwaden und Behaartem Weidenröschen zwischen Stegen und Bootshäusern.

An Tieren sind Amphibien, wie Grasfrosch, Moorfrosch, Erdkröte, Ringelnatter, Vogelarten, wie Blässhuhn, Haubentaucher, Stockente, Teichrohrsänger, Flussseeschwalbe, Graureiher, Höckerschwan, Kolbenente, Kormoran, Lachmöwe, Mehlschwalbe und Tafelente anzutreffen. Es wurden auch Spuren eines Fischotters nachgewiesen.